# 易培基
易 培基（えき ばいき）は、中華民国の政治家・文芸家・教育者。北京政府で教育総長、国民政府で農鉱部長をつとめた。また、故宮博物院院長として文物を管理・保護した人物としても知られる。字は寅山。号は鹿山。

## 事績

### 湖南省での活動
武官の家庭に生まれる。16歳のとき、父が冤罪により収監されると、易培基は自ら弁護の文章を書いて地方官に提出する。それを評価されて父は釈放され、易培基自身も文章で名声をなすこととなった。その後、湖北省に赴いて湖北方言学堂に入学し、このとき、趙恒惕と同学となった。卒業後、日本に留学して学問の修得を続けた。また、このときに中国同盟会に加入している。帰国後の1913年（民国2年）に、湖南高等師範学堂で国文教員となる。翌年、長沙師範・湖南省立第一師範学校において教員となった。このとき、毛沢東・田漢が易の教え子となっている。1920年（民国9年）、湖南省立第一師範学校校長に就任し、あわせて湖南省図書館館長もつとめた。
1918年（民国7年）、湖南督軍張敬尭の統治に反対して、「駆張運動」の指導者の1人となる。翌年、易培基は郷紳・商業界の代表に推薦された。また、後任の湖南督軍譚延闓の下で教育事業の刷新につとめている。1921年（民国10年）、湖南省の統治権をめぐって譚趙之戦が起きると、易培基は譚を支持し、湘軍総司令部秘書長に任じられた。しかし翌年、戦いは実質的に趙恒惕の勝利に終わり、易は譚に随従して広州に逃れる。孫文（孫中山）の大元帥府において、易は顧問、駐浙江全権代表に任じられ、杭州に駐在した。このときに易は、胡漢民や汪兆銘（汪精衛）と政治・文芸にわたる幅広い交流を行っている。

### 北京政府、故宮博物院での活動
1924年（民国13年）、孫文の命により易培基は北京入りし、10月の北京政変（首都革命）後には、黄郛内閣で教育総長をつとめた。しかし、段祺瑞が臨時執政に就任すると、易も総長を辞任している。その後は、清室善後委員会委員として、故宮の接収と文物の調査を行う。翌年に故宮博物院が成立すると、易は理事の1人となった。
1925年（民国14年）3月、易培基と馮自由は、北京で国民党同士倶楽部を組織した。同年8月、段祺瑞と教育総長章士釗が、学生デモ鎮圧のために北京女子師範大学への解散命令を発すると、易と馮は反対運動を繰り広げた。結局、11月に、章は教育総長辞任に追い込まれ、易が後任の教育総長兼北京女子師範大学校長となった。易は、学生との融和や教育事業の刷新に取り組み、平穏を取り戻した。しかし翌年3月、段祺瑞によるデモ鎮圧（三・一八惨案）が発生する。この際に易は、共産党との通謀・デモ教唆の罪を問われたため、故郷へ逃れた。
1927年（民国16年）4月の上海クーデター後に、易培基は上海に向かい、労働大学校長に任命された。このとき、易は魯迅を教官として招聘している。翌年1月、国民党中央政治会議委員兼外交委員会委員に任じられた。さらに北伐完了後には、故宮博物院院長も兼任している。10月には、中華民国行政院農鉱部長も兼ね、1930年（民国19年）11月の工商部との合併による実業部成立まで、その任にあった。実業部成立後に、国立北平師範大学校長に任ぜられた。しかし翌年に辞任し、故宮博物院院長の専任となる。

### 失意の晩年
満州事変（九・一八事変）勃発後の1932年（民国21年）、易培基は、故宮博物院の文物を南京・上海に移転する計画を実施し、翌年5月までにこれを完了させている。ところがこの際に、文物の横領・詐取があったとの疑いが持ち上がり、易自身も捜査の対象となった。そのため10月に故宮博物院院長を辞任し、天津の日本租界を経由して上海に移り、隠居せざるを得なくなる。
その後も、疑惑への追及は続き、易培基は1937年（民国26年）9月に、失意と憤怒の中で病没した。享年58（満57歳）。易は逝去の際に、国民政府宛てに無実を主張する文を送っており、呉敬恒らのように易の無実を信じる者も多かった。しかしその後、この件につき捜査は行われなかった。また、関与した人物たちも様々な証言を行っていることから、易がそもそも犯罪に関与していたのかも含め、実態は依然として不詳のままである。

## 注
1. ↑  馬（1997）、105-106頁。
2. 1 2 3 4 5 6 7  徐（2007）、861頁。
3. 1 2 3 4 5 6 7  劉国銘主編（2005）、1543頁。
4. ↑  馬（1997）、106頁。
5. ↑  馬（1997）、106-107頁。
6. ↑  ただし、劉寿林ほか（1995）、41頁では、教育総長は「就任せず」としている。
7. ↑  馬（1997）、107頁。
8. ↑  馬（1997）、107-109頁。
9. ↑  劉寿林ほか（1995）、668頁によれば、1933年7月に、後任の馬衡が就任したとしている。
10. ↑  馬（1997）、109-110頁。
11. ↑  馬（1997）、110-111頁。